# Opočno
Opočno (früher auch Opočen; deutsch Opotschno, auch Opotschen) ist eine Stadt in Ostböhmen. Sie liegt 21 Kilometer nordöstlich von Hradec Králové (deutsch Königgrätz) und gehört zum Bezirk Rychnov nad Kněžnou in der Region Königgrätz.

## Geographie

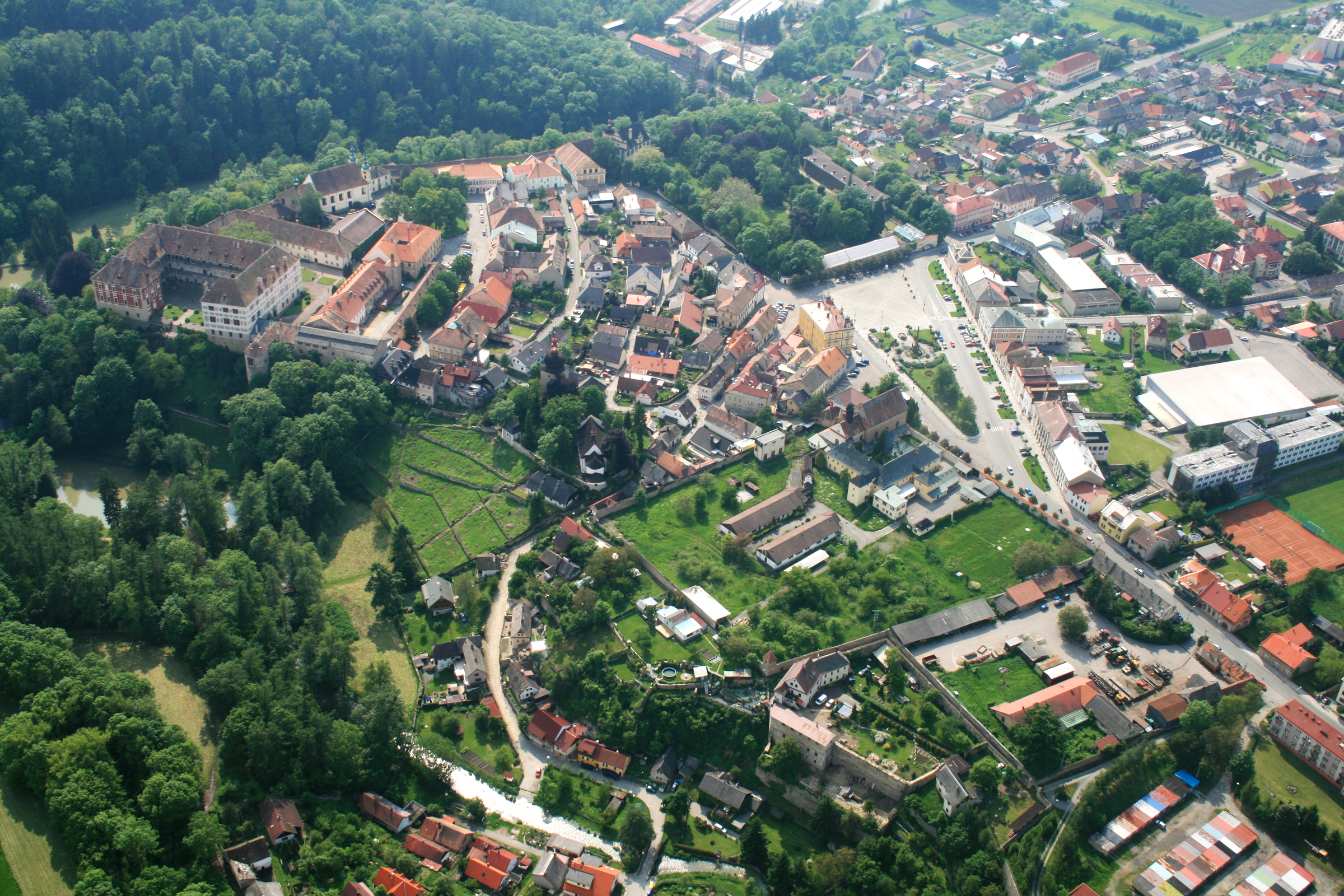
Luftaufnahme von Schloss und Stadt

Opočno befindet sich rechtsseitig des Zlatý potok bzw. Opočenský náhon, einem Nebenlauf der Dědina, auf dem Opočenský hřbet (Opotschner Kamm). Am östlichen Stadtrand liegt der Teich Broumar (Braumar). Südlich erhebt sich die Velká Hvězda (355 m n.m.). In Opočno kreuzen sich die Staatsstraßen II/298 zwischen Třebechovice pod Orebem und Dobruška sowie II/304 zwischen Bohuslavice und Týniště nad Orlicí. Westlich der Stadt verläuft die Bahnstrecke Choceň–Meziměstí, nördlich die Bahnstrecke Opočno pod Orlickými horami–Dobruška.
Nachbarorte sind Pohoří und Puličky im Norden, Pulice, Poříčí und Dobruška im Nordosten, Zárybnice, Mělčany und Semechnice im Osten, Trnov, Kruhovka und Zádolí im Südosten, Malé Záhornice, Záhornice, Přepychy und Dobříkovec im Süden, Čánka und Mokré im Südwesten, Lhotka, V Lípách und Vodětín im Westen sowie Podzámčí, Ostrov und České Meziříčí im Nordwesten.

## Geschichte
Opočno wurde erstmals in der Chronik des Cosmas von Prag für das Jahr 1068 mit einer Přemyslidenburg erwähnt, die am strategisch wichtigen Weg nach Glatz lag. Sie diente nach dem Zerfall des königlichen Burgen- und Wehrsystems seit Anfang des 14. Jahrhunderts als Herrensitz. Seit 1359 besaß Opočno Markt- und Stadtrechte. Es gehörte damals der Adelsfamilie Častolowitz. Puta d. J. von Častolowitz verkaufte im Jahre 1400 die Herrschaft Opočno an Johann Kruschina von Lichtenburg. Nach dessen Tod 1407 erbten dessen Söhne Hynek, Alexander († nach 1422) und Johann († 1434) die Besitzungen. Vermutlich wegen Verschuldung durch die kriegerischen Auseinandersetzungen um die Herrschaft Albrechtice musste der älteste Bruder Hynek Opočno um 1414 verkaufen. Für dieses Jahr verwendete er zum letzten Mal die Bezeichnung von Lichtenburg auf Opočno.
In den Hussitenkriegen wurde Opočno 1425 unter Johann Městecký von Opočno erobert.
Seit 1495 gehörte die Herrschaft Opočno den Trčka von Lípa, die im 16. Jahrhundert umfangreiche Güter, darunter die Herrschaft Frymburk erwarben und seit 1562 dem Herrenstand angehörten. Nach italienischem Vorbild erbaute Wilhelm Trčka von Lípa 1560–1569 an der Stelle der alten Burg ein dreiflügeliges Schloss. Nach dem Tod des Christoph Jaroslav Trčka von Lípa 1601 gelangte Opočno an dessen Vetter Jan Rudolf Trčka von Lípa, der mit Maria Magdalena, geborene Popel von Lobkowitz († 1633) verheiratet war. Obwohl sich zunächst beide weiterhin zum protestantischen Glauben bekannten, wurden ihre Besitzungen nach der Schlacht am Weißen Berg nicht konfisziert. Während Johann Rudolf 1628 zum Katholizismus übertrat und im selben Jahr in den Grafenstand aufgenommen wurde, durfte seine Frau bis an ihr Lebensende protestantisch bleiben. Wegen der von Johann Rudolf verfolgten rigiden Rekatholisierung kam es nachfolgend zu Bauernunruhen in der Herrschaft Opočno. Nachdem Adam Erdmann Trčka von Lípa 1634 in Eger ermordet worden war und sein Vater Jan Rudolf im selben Jahr verstorben war, wurde die Herrschaft Opočno 1636 vom Kaiser konfisziert. Sie fiel an die Grafen Colloredo-Wallsee und 1775 an die Colloredo-Mansfeld, die wichtige Positionen in der österreichischen Monarchie einnahmen. Sie entfalteten in Opočno eine reiche Bautätigkeit.
Politische Bedeutung erlangte Opočno 1813, als auf dem dortigen Schloss vom 10. bis 23. Juni Verhandlungen zwischen Zar Alexander I. von Russland, dem österreichischen Kanzler Metternich, dem preußischen Staatskanzler Hardenberg und zeitweise auch König Friedrich Wilhelm III. stattfanden, mit denen ein antinapoleonisches Bündnis erreicht wurde.

## Stadtgliederung
Die Stadt Opočno besteht aus den Ortsteilen Čánka (Tschanka), Dobříkovec (Dobschikowetz) und Opočno (Opotschno). Grundsiedlungseinheiten sind Čánka, Dobříkovec, Opočno und Podzámčí (Podsamek). Zu Opočno gehören außerdem die Ansiedlungen Broumar, Švamberk, Vodětín und Zárybnice.
Das Gemeindegebiet gliedert sich in die Katastralbezirke Čánka und Opočno pod Orlickými horami.

## Sehenswürdigkeiten
- Schloss Opočno

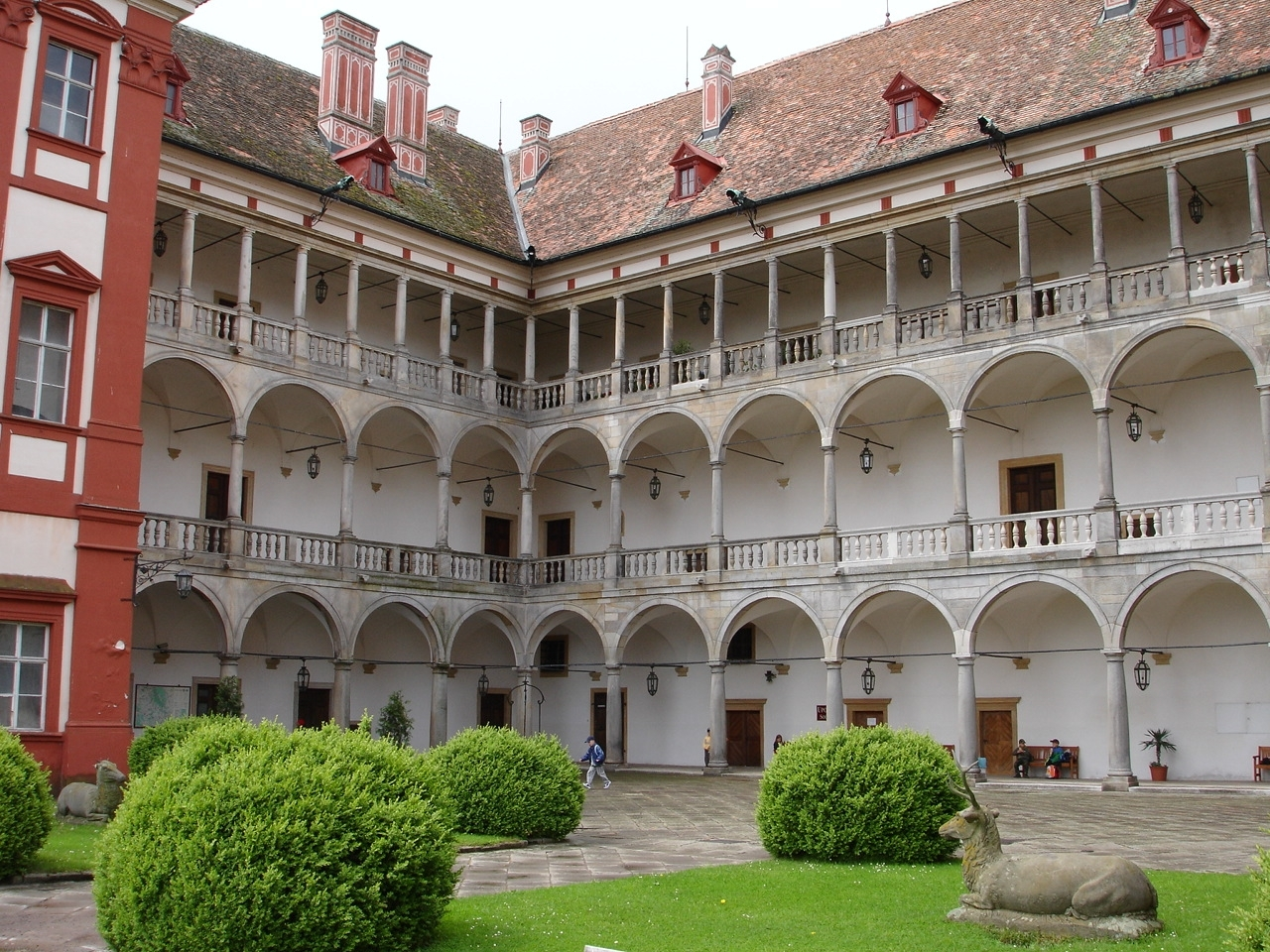
Schloss Opočno

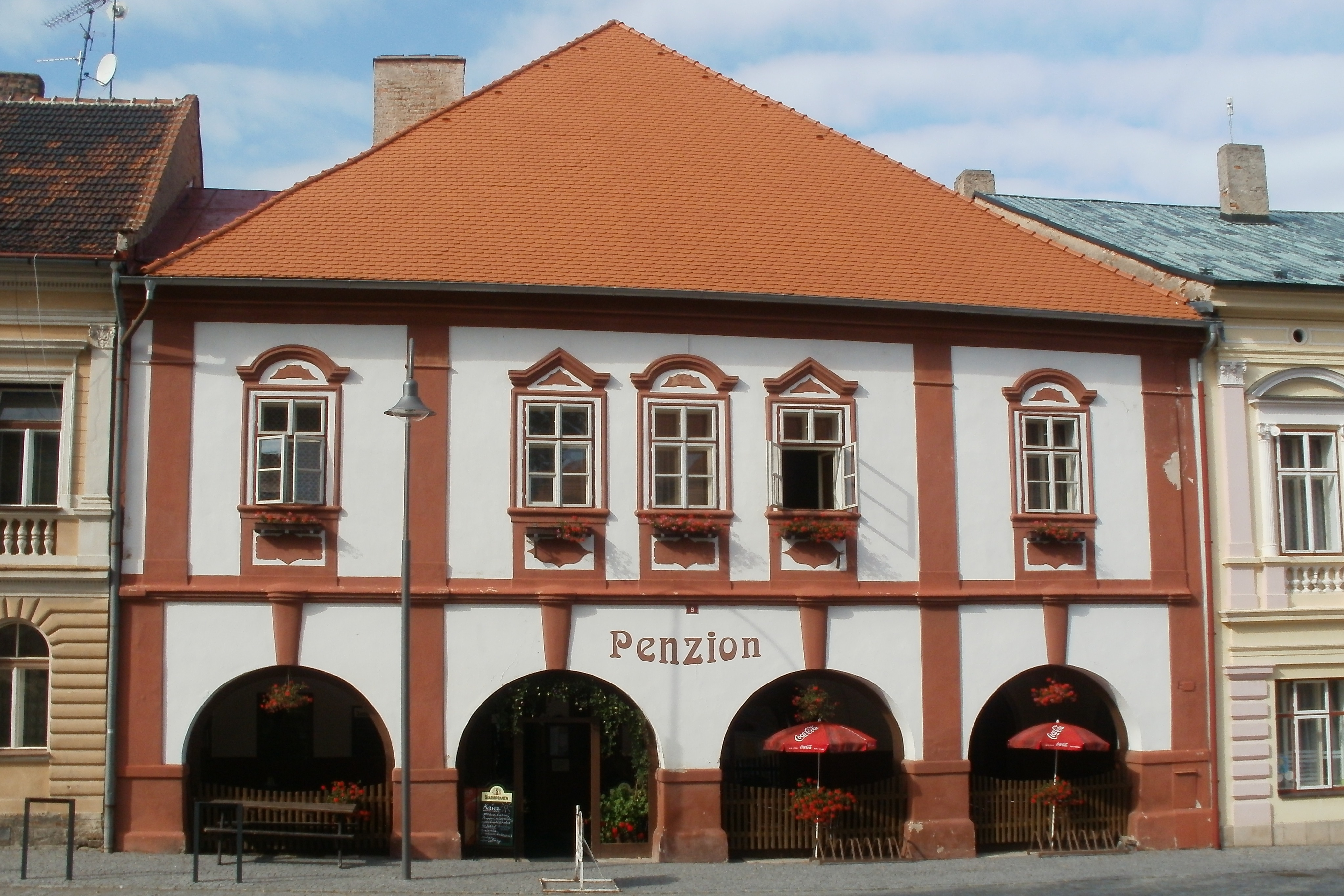
Ehemaliges Bürgerhaus in Opočno

- Die Schlosskirche zur Hl. Dreifaltigkeit, die zusammen mit dem Renaissanceschloss entstand, wurde 1716 nach Plänen von Giovanni Battista Alliprandi umgebaut. In ihr befindet sich die Trčka-Gruft.
- Das Kapuzinerkloster am Marktplatz mit Kirche Christi Geburt, Kreuzgang und Kreuzweg wurde 1676–1678 unter Graf Ludwig von Colloredo-Wallsee nach Plänen von Bernardo Minelli errichtet.
- Die Familiengruft der Familie Colloredo befindet sich in der Friedhofskirche St. Marien, die 1569 erbaut und 1810 erneuert wurde.

## Söhne und Töchter der Stadt
- František Zdeněk Skuherský (1830–1892), Komponist und Musikpädagoge
- František Kupka (1871–1957), Maler
- Naděžda Kavalírová (1923–2017), Dissidentin
- Ladislav Falta (1936–2021), Sportschütze
- Oldřich Rott (* 1951), Fußballnationalspieler und Verbandsfunktionär
- Petr Michl (* 1970), Skilangläufer
- Jan Kopecký (* 1982), Rallyefahrer
- Jaroslav Plašil (* 1982), tschechischer Fußballnationalspieler